# Getaway (Adelitas Way)
Getaway è il quarto album in studio del gruppo hard rock statunitense Adelitas Way, pubblicato nel 2016.

## Tracce
1. Bad Reputation – 3:02
2. Getaway – 3:18
3. Good Die Young – 3:45
4. Low – 3:37
5. Put You in Place – 4:20
6. I Get Around – 3:11
7. Filthy Heart – 5:43
8. Harbor the Fugitive – 4:24
9. Sometimes You're Meant to Get Used – 4:48
10. Shame – 4:06
11. Deserve This – 3:45

## Formazione
- Rick DeJesus – voce
- Robert Zakaryan – chitarra
- Andrew Cushing – basso
- Trevor Stafford – batteria

## Classifiche
| Classifica (2016)         | Posizione massima |
| ------------------------- | ----------------- |
| Stati Uniti (alternative) | 18                |
| Stati Uniti (hard rock)   | 8                 |
| Stati Uniti (top rock)    | 25                |